# Lucio Valerio Publicola
Lucio Valerio Publicola (fl. IV secolo a.C.) è stato un politico e militare romano.

## Primo tribunato consolare
Nel 394 a.C. fu eletto tribuno consolare con Marco Furio Camillo, Lucio Furio Medullino, Gaio Emilio Mamercino, Spurio Postumio Albino Regillense e Publio Cornelio Scipione.
A Furio Camillo fu affidata la campagna contro i Falisci che si concluse con la resa di Falerii a Roma.
A Gaio Emilio e Spurio Postumio fu invece affidata la campagna contro gli Equi. I due tribuni, dopo aver sbaragliato i nemici in campo aperto, decisero che mentre Gaio Emilio sarebbe rimasto a presidiare Verrugine, Spurio Postumio avrebbe saccheggiato le campagne degli Equi. Ma i romani, durante questa azione, furono sorpresi e sbaragliati da un attacco degli Equi.
Nonostante la sconfitta, e nonostante molti soldati di guarnigione a Verruggine, si erano rifugiati a Tuscolo, temendo un successivo attacco degli Equi, Postumio riuscì a riorganizzare l'esercito, e ad ottenere una nuova vittoria campale contro gli Equi.

## Secondo tribunato consolare
Nel 389 a.C. fu eletto tribuno consolare con Lucio Verginio Tricosto, Publio Cornelio, Aulo Manlio Capitolino, Lucio Emilio Mamercino e Lucio Postumio Albino Regillense.
Durante il tribunato i romani, condotti da Marco Furio Camillo, nominato dittatore per la terza volta, sconfissero i Volsci, che firmarono la resa dopo 70 anni di combattimenti, gli Equi e gli Etruschi, che avevano assediato la città alleata di Sutri.

## Terzo tribunato consolare
Nel 387 a.C. fu eletto tribuno consolare con Lucio Papirio Cursore, Lucio Emilio Mamercino, Gneo Sergio Fidenate Cosso e Licinio Menenio Lanato.
I tribuni della plebe riproposero la questione dell'assegnazione dell'agro Pontino strappato ai Volsci e vennero create 4 nuove tribù, la Stellatina, la Tromentina, la Sabatina e la Arniense, portando il numero totale delle tribù a venticinque.

## Quarto tribunato consolare
Nel 383 a.C. fu eletto tribuno consolare con Servio Sulpicio Rufo, Lucio Emilio Mamercino, Aulo Manlio Capitolino, Lucio Lucrezio Tricipitino Flavo e Marco Trebonio.
A Roma arrivarono diverse notizie di ribellioni; dai soliti Volsci, dai Prenestini, oltre che dagli abitanti di Lanuvio, cui fu dichiarata guerra, che però non poté essere condotta quell'anno, per la carestia e la peste che avevano colpito Roma.

## Quinto tribunato consolare
Nel 380 a.C. fu eletto tribuno consolare con Servio Cornelio Maluginense, Gneo Sergio Fidenate Cosso, Licinio Menenio Lanato, Publio Valerio Potito Publicola.
L'anno fu contrassegnato dalle dispute tra patrizi e plebei sulla questione dei cittadini romani tratti in schiavitù per debiti. Dei contrasti interni provarono ad approfittarne gli abitanti di Preneste, che arrivarono fin sotto a porta Collina. Allora per scongiurare il pericolo esterno, ma anche per limitare il potere dei tribuni della plebe, il Senato nominò dittatore Tito Quinzio Cincinnato Capitolino che condusse i romani alla vittoria contro i Prenestini.